# Surinaamsche Waterleiding Maatschappij

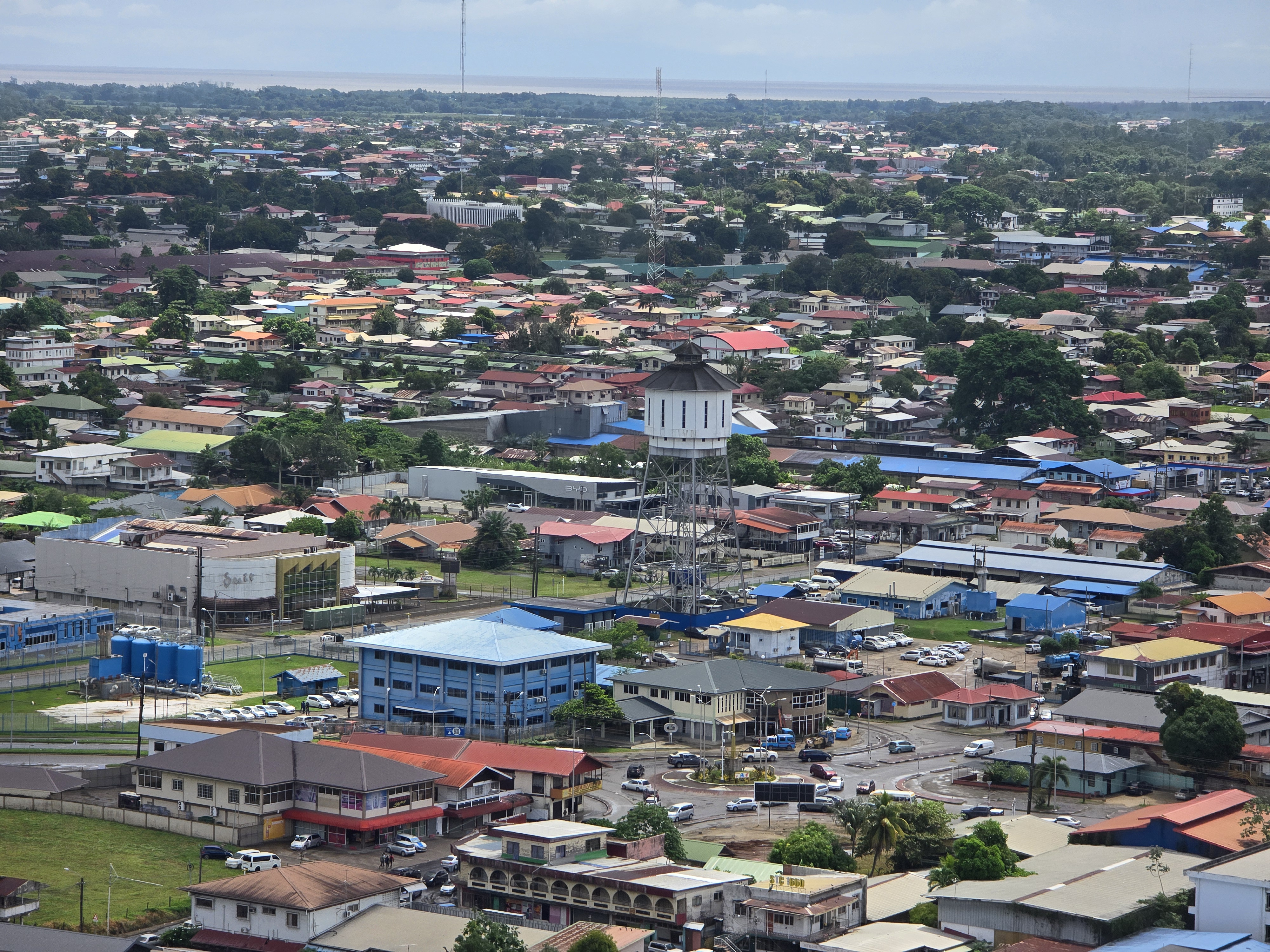
Watertoren van SWM in Paramaribo, 2025

De Surinaamsche Waterleiding Maatschappij (SWM) is het nationaal opererende waterleidingbedrijf van Suriname. De onderneming voorziet dagelijks ruim 250.000 mensen van drinkwater in Paramaribo en andere gebieden in de Surinaamse kustregio.

## Organisatie
De Surinaamsche Waterleiding Maatschappij is een naamloze vennootschap en een zogenaamde parastataal, een type semi-overheidsinstelling. Sinds 4 juli 1949 is de Surinaamse overheid officieel enige aandeelhouder. Een Raad van Commissarissen ziet toe op de bedrijfsvoering en legt hierover verantwoordelijk af aan de overheid terwijl het dagelijks bestuur in de handen ligt van de interne organisatie van SWM. De Surinaamse Raad van Ministers benoemt de directeur en stelt de watertarieven vast. Sinds 2022 is Dr. Clifton Lienga, MSc. directeur van de SWM.
De SWM heeft drie vestigingen (West, Centraal en Oost) welke elk verantwoordelijk is voor een distributie- en voorzieningsgebied. 
De vestiging Centraal is de grootste met meer dan 64.000 aansluitingen. Vestiging West voorziet bijna 6.000 aansluitingen terwijl vestiging Oost met bijna 1.700 aansluitingen de kleinste vestiging is. Anno 2014 heeft de SWM 465 medewerkers in dienst, waarvan bijna 400 mensen werkzaam zijn bij de vestiging Centraal.

## Geschiedenis
De SWM is op 20 februari 1930 opgericht door de Nederlandsche Handel-Maatschappij en de Twentsche Bank vanuit Amsterdam. De eerste vestiging van deze onderneming in Suriname vond plaats toen in juni 1931 het pand aan de toenmalige Gravenstraat 9-11, tegenwoordig de Henck Arronstraat, in Paramaribo aangekocht werd als kantoor. Dit gebouw is anno 2007 nog steeds in gebruik als hoofdkantoor. In 1932 werd aan het bedrijf de concessie verleend voor aanleg en exploitatie van de drinkwaterleiding in de stad Paramaribo.
De bouw van de eerste productielocatie van drinkwater is in 1932 gestart in de plaats Republiek, nabij het huidige internationale vliegveld 'Zanderij'. De locatie werd in 1933 in gebruik genomen. In datzelfde jaar werden bijna honderd aansluitingen gerealiseerd. Vanwege de groeiende vraag naar drinkwater moest de productie steeds worden uitgebreid. Hiertoe werd in 1958 een nieuwe productielocatie geopend aan het William Kraanplein in Paramaribo. Om aan de daarna steeds toenemende behoefte te kunnen blijven voldoen zijn in de decennia daarna te Paramaribo meer productielocaties geopend. 
Volgens overheidsbeleid zal de Surinaamsche Waterleiding Maatschappij in de toekomst verantwoordelijk zal zijn voor de productie en distributie van drinkwater in de gehele kustregio van Suriname. Alle werkzaamheden van de Dienst Watervoorziening, die onderdeel is van het ministerie van Natuurlijke Hulpbronnen, worden overgenomen.

## Productielocaties
Vestiging Centraal:
- Republiek (1933)
- William Kraanplein (1958)
- Leysweg (1972)
- Livorno (1981)
- Lelydorp (1982)
- Flora (1989)
- Benie (1990) (pompstation)
- Tourtonne (1990)
- Blauwgrond (1992)
- Van Hattemweg (1972)
- Helena Christina (2002)

Vestiging Oost:
- Moengo (1999)
- Albina (1960)
- Wonoredjo (2005)

Vestiging West:
- Nieuw Nickerie (1958)
- Sidoredjo (2002)